# Baya Medhaffar

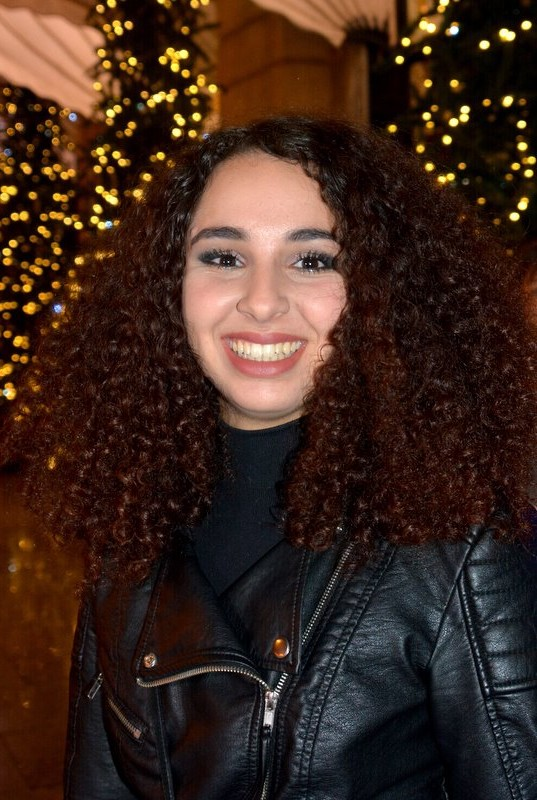
Baya Medhaffar beim Césars Dinner am 11. Januar 2016

Baya Medhaffar (arabisch بايا مظفر, DMG Bāyā Muẓaffar; * 14. April 1995) ist eine tunesische Filmschauspielerin und Sängerin. Für die Rolle der Farah im Filmdrama Kaum öffne ich die Augen von Leyla Bouzid wurde sie als „Beste Darstellerin“ beim Festival international des jeunes réalisateurs von Saint-Jean-de-Luz sowie mit dem Ibis d’Or für die „Beste Schauspielerin“ beim Festival du cinéma et musique de film de la Baule ausgezeichnet.

## Leben
Medhaffar, Tochter von Künstlern, stammt aus Tunis und lebte auch in Paris. Bereits im Alter eines sehr kleinen Kindes wäre die Mutter mit ihr ins Kino gegangen und habe ihr mitunter den ganzen Film erklärt, so habe die Liebe der Schauspielerin zum Kino angefangen, sagte Medhaffar einmal in einem Interview. Im Jahr 2010 besuchte sie ein Lycée pilote (Anm.: Sekundarstufe) und danach ein Lycée français. Sie hat Gitarre und Gesang an der Django Reinhardt Musikschule sowie das Lautenspiel der Oud an der Ziryab-Musikschule in Tunis erlernt. Während der Dreharbeiten, zu ihrem Schauspieldebüt in Kaum öffne ich die Augen, erwarb sie ihr Baccalauréat. Sie interessierte sich zwar für Schauspiel, hat aber dennoch von 2014 bis 2016 für 2 Jahre ein Studium in Licence Arts du spectacle – Cinéma an der Universität Paris VIII absolviert. Im Jahr 2019 war sie Jurymitglied für die Sektion „Lange Dokumentarfilme“ beim Gabes Cinema Fen Festival.

## Schaffen
Ehe sie von Bouzid für die Rolle der Farah gecastet wurde, arbeitete Medhaffar zuvor bereits mit einem Regisseur an einem unvollendeten Filmprojekt. Für die Hauptrolle im Film Kaum öffne ich die Augen, gab sie neben dem Schauspiel auch als Sängerin ihr Debüt. Alle Songs wurden im Film von der fiktiven Band Joujma gespielt, für die Medhaffar mit der Farah die Leadsängerin gab. Neben den Auszeichnungen als „Beste Darstellerin“ beim Festival international des jeunes réalisateurs de Saint-Jean-de-Luz sowie dem Ibis d’Or beim Festival du cinéma et musique de film de la Baule konnte sie auch die Ehrung als „Beste Schauspielerin“ beim Riviera International Film Festival entgegennehmen. Im Jahr 2018 spielte sie die Rolle der Krankenschwester Fatima im Kurzfilm Craché Dehors von Regisseur Mathieu Lis.

## Filmografie
- 2015: Kaum öffne ich die Augen (À peine j'ouvre les yeux)
- 2018: Craché Dehors (Kurzfilm)

## Diskografie
- 2016:  As I Open My Eyes / A Peine J'ouvre Les Yeux (Soundtrack) – Titel: Asléma Ya Hméma – Beach Club Scene

## Auszeichnungen
- 2015: Chistera für die „Beste Darstellerin“ – Kaum öffne ich die Augen – Festival international des jeunes réalisateurs de Saint-Jean-de-Luz
- 2015: Ibis d’Or „Beste Schauspielerin“ – Kaum öffne ich die Augen –  gemeinsam mit Ghalia Benali Festival du cinéma et musique de film de la Baule
- 2016: Special Mention  „Beste Interpretation“ – Kaum öffne ich die Augen – Festival Latin Arab de Buenos Aires
- 2017: Jurypreis „Beste Schauspielerin“ – Kaum öffne ich die Augen –  Riviera International Film Festival

## Nominierungen
- 2016: Beste Nachwuchsdarstellerin – Kaum öffne ich die Augen – Prix Lumières